# Auchenhove Castle

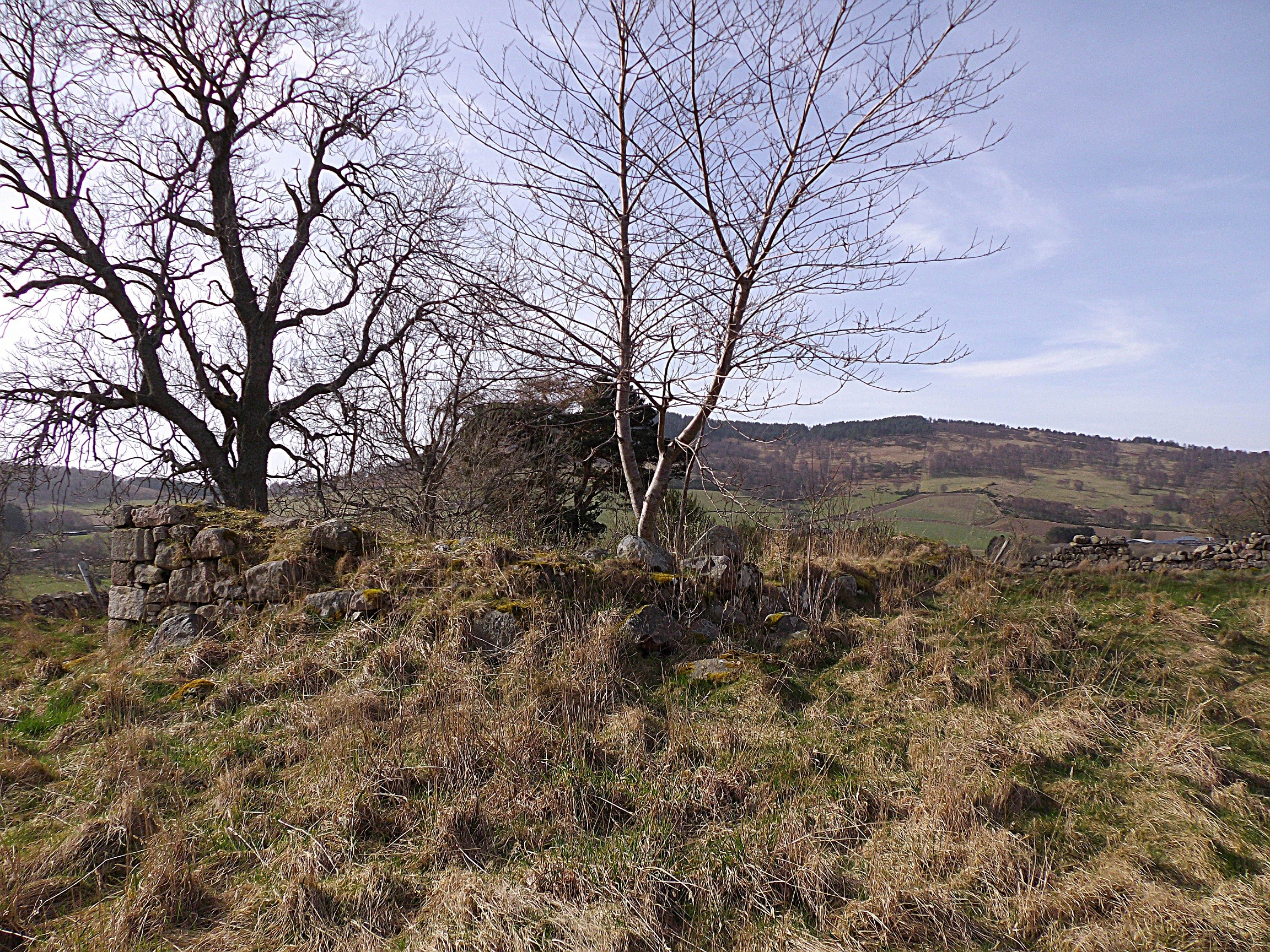
Auchenhove Castle Ruine

Auchenhove Castle ist eine Burgruine im Dorf Auchenhove, etwa 5,5 km nordwestlich von Aboyne in der schottischen Council Area Aberdeenshire. Weitere Namen für die Ruine der Burg aus dem 16. Jahrhundert sind Auchinhove Castle oder Easter Mains.

## Geschichte
Die Familie Duguid ließ die Burg errichten. Während des Jakobitenaufstandes 1746 wurde sie von den Truppen des Prinzen von Cumberland niedergebrannt. Das Anwesen gehörte den Duguids seit etwa 1434.

## Architektur
Die Burg scheint ein spätes, um einen Burghof herum gebautes Haus mit Zugang über einen Damm gewesen zu sein.